# إدوارد كيرن
إدوارد كيرن (بالإنجليزية: Edward Kern)‏ هو مصور ورسام وفنان أمريكي، ولد في 26 أكتوبر 1822 في فيلادلفيا في الولايات المتحدة، وتوفي بنفس المكان في 1863 بسبب صرع.